# Auguste de Portemont
Auguste Pierre Jean de Portemont (Geraardsbergen, 21 januari 1814 – 23 oktober 1886) was een Belgisch advocaat, rechter, historicus en katholiek politicus.

## Levensloop
De Portemont was een zoon van Pierre de Portemont, burgemeester van Onkerzele en lid van de Commissie voor Armenzorg in Geraardsbergen, en van Anne De Backer. Hij trouwde met Anne-Marie Annez.
Na studies in Geraardsbergen en bij de jezuïeten in Aalst, promoveerde hij tot doctor in de rechten (1835) aan de Rijksuniversiteit Gent. Hij was advocaat aan de balie van Oudenaarde (1835-1851), rechter en vrederechter in Geraardsbergen (tot 1879). Hij was tegelijk ook inspecteur van het lager onderwijs in Geraardsbergen en Ninove, alsook redacteur van het weekblad Gazet van Geraardsbergen.
In 1852 werd hij verkozen tot katholiek volksvertegenwoordiger voor het arrondissement Aalst. Hij vervulde dit mandaat tot in 1861. Hij was ook gemeenteraadslid van Geraardsbergen van 1848 tot 1857.
Hij was tevens historicus en publiceerde over streekgeschiedenis. Hij had een aanzienlijke bibliotheek en collectie van documenten, die na zijn dood geveild werden. Hij was lid van de Vereniging van Bibliofielen in Gent.

## Publicaties
- Recherches sur la ville de Grammont en Flandre, 2 volumes, Gent, 1870.